# A Magyar Népköztársaság Hőse
A Magyar Népköztársaság Hőse kitüntetést illetve kitüntető címet a Magyar Népköztársaság Elnöki Tanácsa 1979-ben alapította, majd adományozta „a haza fegyveres szolgálatában tanúsított kiemelkedően hősies helytállás, illetve űrrepülés végrehajtásával szerzett érdem” elismerésére.
A maga idejében az adományozható kitüntetések rangsorában az első helyen állt, egyenrangú volt a Szocialista Munka Hőse kitüntető címmel.

## Kitüntetettek

### 1980
- Farkas Bertalan
- Valerij Nyikolajevics Kubaszov